# Kabinet-Temple II
Het kabinet–Temple II was de uitvoerende macht van de Britse overheid van 12 juni 1859 tot 18 oktober 1865.
| Ambtsbekleder                  | Ambtsbekleder           | Ambtsbekleder                                          | Functie                               | Ambtstermijn  | Ambtstermijn     | Partij        |
| ------------------------------ | ----------------------- | ------------------------------------------------------ | ------------------------------------- | ------------- | ---------------- | ------------- |
|                                | Henry John Temple       | Burggraaf Palmerston Henry John Temple (1784–1865)     | Premier                               | 12 juni 1859  | 18 oktober 1865  | Liberal Party |
| Leader of the House of Commons | Henry John Temple       | Burggraaf Palmerston Henry John Temple (1784–1865)     |                                       | 12 juni 1859  | 18 oktober 1865  | Liberal Party |
|                                | William Ewart Gladstone | William Ewart Gladstone (1809–1898)                    | Minister van Financiën                | 12 juni 1859  | 28 juni 1866     | Liberal Party |
|                                | John Russell            | Graaf Russell John Russell (1792–1878)                 | Minister van Buitenlandse Zaken       | 12 juni 1859  | 18 oktober 1865  | Liberal Party |
|                                | George Cornewall Lewis  | Sir George Cornewall Lewis (1805–1863)                 | Minister van Binnenlandse Zaken       | 12 juni 1859  | 25 juli 1861     | Liberal Party |
|                                | George Grey             | Sir George Grey (1799–1882)                            | Minister van Binnenlandse Zaken       | 25 juli 1861  | 28 juni 1866     | Liberal Party |
|                                | Granville Leveson-Gower | Graaf Granville Granville Leveson-Gower (1815–1891)    | Lord President of the Council         | 12 juni 1859  | 28 juni 1866     | Liberal Party |
| Leader of the House of Lords   | Granville Leveson-Gower | Graaf Granville Granville Leveson-Gower (1815–1891)    | 18 oktober 1865                       | 12 juni 1859  |                  | Liberal Party |
|                                | George Campbell         | Hertog van Argyll George Campbell (1823–1900)          | Lord Privy Seal                       | 12 juni 1859  | 28 juni 1866     | Liberal Party |
|                                | John Campbell           | Baron Campbell John Campbell (1779–1861)               | Lord Chancellor                       | 12 juni 1859  | 23 juni 1861     | Liberal Party |
|                                |                         |                                                        | Lord Chancellor                       | Vacant        |                  |               |
|                                | Richard Bethell         | Baron Westbury Richard Bethell (1800–1873)             | Lord Chancellor                       | 26 juni 1861  | 6 juli 1865      | Liberal Party |
|                                | Robert Rolfe            | Baron Cranwort Robert Rolfe (1790–1868)                | Lord Chancellor                       | 6 juli 1865   | 28 juni 1866     | Liberal Party |
|                                | Sidney Herbert          | Baron Herbert van Lea Sidney Herbert (1810–1861)       | Minister voor Oorlog                  | 12 juni 1859  | 25 juli 1861     | Liberal Party |
|                                | George Cornewall Lewis  | Sir George Cornewall Lewis (1805–1863)                 | Minister voor Oorlog                  | 25 juli 1861  | 28 april 1863    | Liberal Party |
|                                | George Robinson         | Graaf de Grey en Ripon George Robinson (1827–1909)     | Minister voor Oorlog                  | 28 april 1863 | 16 februari 1866 | Liberal Party |
|                                | Edward Seymour          | Hertog van Somerset Edward Seymour (1804–1885)         | Minister voor de Marine               | 12 juni 1859  | 28 juni 1866     | Liberal Party |
|                                | Thomas Milner Gibson    | Thomas Milner Gibson (1806–1884)                       | Minister van Handel                   | 12 juni 1859  | 28 juni 1866     | Liberal Party |
|                                | Henry Pelham-Clinton    | Hertog van Newcastle Henry Pelham- Clinton (1811–1864) | Minister voor Koloniale Zaken         | 12 juni 1859  | 6 april 1864     | Liberal Party |
|                                | Edward Cardwell         | Edward Cardwell (1813–1886)                            | Minister voor Koloniale Zaken         | 6 april 1864  | 28 juni 1866     | Liberal Party |
|                                | Charles Wood            | Sir Charles Wood (1800–1885)                           | Minister voor Brits-Indië             | 12 juni 1859  | 16 februari 1866 | Liberal Party |
|                                | George Grey             | Sir George Grey (1799–1882)                            | Kanselier van het Hertogdom Lancaster | 12 juni 1859  | 25 juli 1861     | Liberal Party |
|                                | Edward Cardwell         | Edward Cardwell (1813–1886)                            | Kanselier van het Hertogdom Lancaster | 25 juli 1861  | 6 april 1864     | Liberal Party |
|                                | George Villiers         | Graaf van Clarendon George Villiers (1800–1870)        | Kanselier van het Hertogdom Lancaster | 6 april 1864  | 3 november 1865  | Liberal Party |
|                                | Edward Cardwell         | Edward Cardwell (1813–1886)                            | Minister voor Ierland                 | 12 juni 1859  | 25 juli 1861     | Liberal Party |
|                                | Robert Peel II          | Sir Robert Peel II (1822–1895)                         | Minister voor Ierland                 | 25 juli 1861  | 5 december 1865  | Liberal Party |
|                                | James Bruce             | Graaf van Elgin James Bruce (1811–1863)                | Minister van Posterijen               | 12 juni 1859  | 10 mei 1860      | Liberal Party |
|                                | Edward Stanley          | Baron Stanley van Alderley Edward Stanley (1802–1869)  | Minister van Posterijen               | 10 mei 1860   | 28 juni 1866     | Liberal Party |

Russell I ·
Smith-Stanley I ·
Hamilton-Gordon ·
Temple I ·
Smith-Stanley II ·
Temple II ·
Russell II ·
Smith-Stanley III ·
Disraeli I ·
Gladstone I ·
Disraeli II ·
Gladstone II ·
Gascoyne-Cecil I ·
Gladstone III ·
Gascoyne-Cecil II ·
Gladstone IV ·
Primrose ·
Gascoyne-Cecil III ·
Gascoyne-Cecil IV ·
Balfour ·
Campbell-Bannerman ·
Asquith I ·
Asquith II ·
Asquith III ·
Asquith IV ·
Lloyd George I ·
Lloyd George II ·
Law ·
Baldwin I ·
MacDonald I ·
Baldwin II ·
MacDonald II ·
MacDonald III ·
MacDonald IV ·
Baldwin III ·
Chamberlain I ·
Chamberlain II ·
Churchill I ·
Churchill II ·
Attlee I ·
Attlee II ·
Churchill III ·
Eden ·
Macmillan I ·
Macmillan II ·
Douglas-Home ·
Wilson I ·
Wilson II ·
Heath ·
Wilson III ·
Callaghan ·
Thatcher I ·
Thatcher II ·
Thatcher III ·
Major I ·
Major II ·
Blair I ·
Blair II ·
Blair III ·
Brown ·
Cameron I ·
Cameron II ·
May I ·
May II ·
Johnson I ·
Johnson II ·
Truss ·
Sunak ·
Starmer